# Аллегория с Марсом, Венерой, Викторией и Купидоном
«Аллегория с Марсом, Венерой, Викторией и Купидоном» (итал. Allegoria con Marte, Venere, Vittoria e Cupido) — картина итальянского живописца Париса Бордоне (1500-1571), представителя венецианской школы. Создана около 1560 года. Хранится в коллекции Музея истории искусств в Вене (инв. №GG 120).
Картина происходит из коллекции Фуггера из Аугсбурга; коллекция кардинала Отто Трухсесса фон Вальдбурга, Аугсбург; коллекция Иеремии Штайнингера, Аугсбург (1643); коллекция эрцгерцога Леопольда Вильгельма Австрийского (1614-1662); в 1781 году зарегистрирована в императорской коллекции в Вене.
Вероятно, это полотно является частью серии из шести аллегорий, предназначавшихся для «эротической» комнаты в Аугсбурге, две картины из которой хранятся в Музее истории искусств. Картина демонстрирует спокойную преимущество любви над грубой силой оружия. Фигура вооружённого Марса, вероятно, задумывалась как портрет.